# Deadly Happy
Deadly Happy är ett studioalbum från 2002 av den svenske popsångaren Andreas Johnson.

## Låtförteckning
1. "Shine" - 3.42
2. "End of the World" - 4.15
3. "Waterfall" - 4.19
4. "The Greatest Day" - 3.56
5. "Brand New Thing" - 2.50
6. "Spirit of You" - 3.46
7. "Great Undying Love" - 4.37
8. "Deadly Happy" - 2.57
9. "The Pretty Ones" - 3.13
10. "This Time" - 3.13
11. "Make Me Beautiful" - 3.53
12. "My Love (Song for a Butterfly)" - 3.35
13. "Starcrossed" - 3.46

## Listplaceringar
| Lista (2002) | Topplacering |
| ------------ | ------------ |
| Sverige      | 45           |

### Fotnoter
1. ↑  ”Deadly Happy”. Andreas Johnsons webbplats. 11 februari 2002. Arkiverad från originalet den 7 juli 2011. https://web.archive.org/web/20110707141315/http://www.andreas-johnson.com/diskografi.php?id=6. Läst 8 november 2014.
2. ↑  ”Deadly Happy”. Swedishcharts. 28 februari 2002. http://swedishcharts.com/showitem.asp?interpret=Andreas+Johnson&titel=Deadly+Happy&cat=a. Läst 19 oktober 2014.